# كسانتن
كسانتن هي بلدة تقع في ولاية شمال الراين-وستفاليا،ألمانيا.